# Nuit sanglante
La nuit sanglante (Noite Sangrenta en portugais) est le nom donné, au Portugal, à la nuit du 19 octobre 1921, au cours de laquelle plusieurs responsables politiques de premier plan sont enlevés et tués. 
À la suite de la démission, puis de la condamnation de Liberato Pinto, alors président du Ministère, un coup d'État est mené le 30 septembre. La révolte est dirigée par le lieutenant-colonel Manuel Maria Coelho, des officiers de la garde nationale républicaine Camilo de Oliveira et Cortês dos Santos, et du Capitão de fragata Procópio de Freitas.
Le 19 octobre, une série de meurtres est commise envers des membres du gouvernement tombé, ainsi que d'autres personnalités politiques. Le Premier ministre António Granjo, cherchant à se réfugier chez son adversaire Francisco Cunha Leal, est découvert et traîné à l'Arsenal, puis abattu. L'un des fondateurs de la République António Machado Santos (pt), ministre, José Carlos da Maia (pt), ancien ministre et grand-maître de l'ordre d'Aviz, le commandant Freitas da Silva, secrétaire du ministre de la Marine, et le colonel Botelho de Vasconcelos sont enlevés et assassinés.
Ces assassinats, dont la responsabilité reste encore en partie obscure et n'est peut-être pas attribuable directement aux auteurs du coup d'État, discréditèrent les « Octobristes ». De nouvelles élections permirent de limiter, de 1922 à 1925, l'instabilité gouvernementale.